# Niambia modesta
Niambia modesta är en kräftdjursart som beskrevs av Gustav Budde-Lund 1909. Niambia modesta ingår i släktet Niambia och familjen myrbogråsuggor. Inga underarter finns listade i Catalogue of Life.